# Herrmann Budde
Herrmann Budde (* 24. November 1890 in Plettenberg-Lettmecke; † 19. Juli 1954) war ein deutscher Biologe und Lehrer. Er studierte in Jena und Kiel und wurde später an die Hochschule für Lehrerbildung in Dortmund berufen; ferner lehrte er an der Universität Münster. Er ist Verfasser zahlreicher Schriften über die Algenforschung, Waldgeschichte, Pollenanalyse, Vegetationskunde und Naturschutz.

## Schriften
- Die Pflanzengesellschaften der Wälder, Heiden und Quellen im Astengebirge. Dechaniana 1952.
- Versuch einer Rekonstruktion der Vegetation Westfalens in der älteren Nachwärmezeit von 500 vor bis 1000 nach Chr. – Natur und Heimat 1950.
- Die Vegetation des Südwestfälischen Berglandes. Gemeinschaftsarbeit mit W. Brockhaus und F. Koppe. Dechenania 1954.
- Die Kleinlebewelt der Sauerländischen Talsperren. – Natur und Heimat, 1936.
- Algenuntersuchungen in Westfälischen Mooren. – Abhandlungen des Westfälischen Provinzialmuseums für Naturkunde 1934.
- Algen der Bäche des Sauerlandes. – Verhandlungen des Naturhistorischen Vereins in Bonn, Nr. 84.
- Entwicklung und Bau einer Froschlaichalge. – Natur und Heimat, 1938.
- Neuer Beitrag zur Algenflora Westfalens. – Abhandlungen des Landesmuseums für Naturkunde, Münster 1940.
- Erster Beitrag zur Kenntnis der Westfälischen Batrachospermum-Arten. – Abhandlungen des Landesmuseums für Naturkunde, Münster 1933.
- Algenflora des Sauerländischen Gebirgsbaches. – Archiv für Hydrobiologie 1930.
- Algenflora der Ruhr. – Archiv für Hydrobiologie 1930.
- Algenflora der Lippe und ihrer Zuflüsse. – Archiv für Hydrobiologie 1923.
- Algenflora und gewässerkundliche Untersuchungen am Heiligen Meer. – Archiv für Hydrobiologie 1935.
- Pollenanalytische Untersuchungen der Ebbemoore. – Verhandlungen des Naturhistorischen Vereins, Bonn 1926.
- Pollenanalytische Untersuchungen der Moore auf der Hofginsberger Heide. – Verhandlungen des Naturhistorischen Vereins, Bonn 1929.
- Pollenanalytische Untersuchungen des Moores in Erndtebrück. – Verhandlungen des Naturhistorischen Vereins, Bonn 1929.
- Pflanzensoziologische und pollenanalytische Untersuchungen des Venner Moores. – Gemeinschaftsarbeit mit F. Runge. Abhandlungen des Landesmuseums für Naturkunde in Münster 1940.
- Pollenanalytische Untersuchungen eines Moores bei Lützel. – Dechenania 1938.
- Drei Torflager aus der Allerödzeit in den jungdiluvialen Absätzen der Emscher und Lippe. – Gemeinschaftsarbeit mit U. Steusloff, Natur und Heimat 1951.
- Die Pollenanalyse, ihre Methode und Bedeutung für Klima, Wald und Vorgeschichte. – Natur und Heimat 1936.
- Die ursprünglichen Wälder des Ebbe- und Lennegebirges im Kreis Altena auf Grund pollenanalytischer, forstgeschichtlicher und floristischer Untersuchungen. – Dechenania 1939.
- Überblick über die Waldgeschichte des Südwestfälischen Berglandes. – Veröffentlichungen der Naturwissenschaftlichen Vereinigung Hagen 1953.
- Die Waldgeschichte des Ebbegebirges. – Veröffentlichungen der Naturwissenschaftlichen Vereinigung Lüdenscheid 1952.
- Der Wald, eine Lebensfrage des deutschen Volkes. – Kamp, Bochum 1950.
- Der Wald im Unterricht. Unterricht im Walde. – Flugschrift Schutzgemeinschaft Deutscher Wald.
- Vom Leben in der Natur. Schülerhefte für den Naturkundeunterricht – Kamp, Bochum 1950.
- Die wichtigsten Pflanzen Deutschlands – Gemeinschaftsarbeit mit A. Schwaighofer. Freytag-Verlag Freilassing 1951.